# Henry James sr.

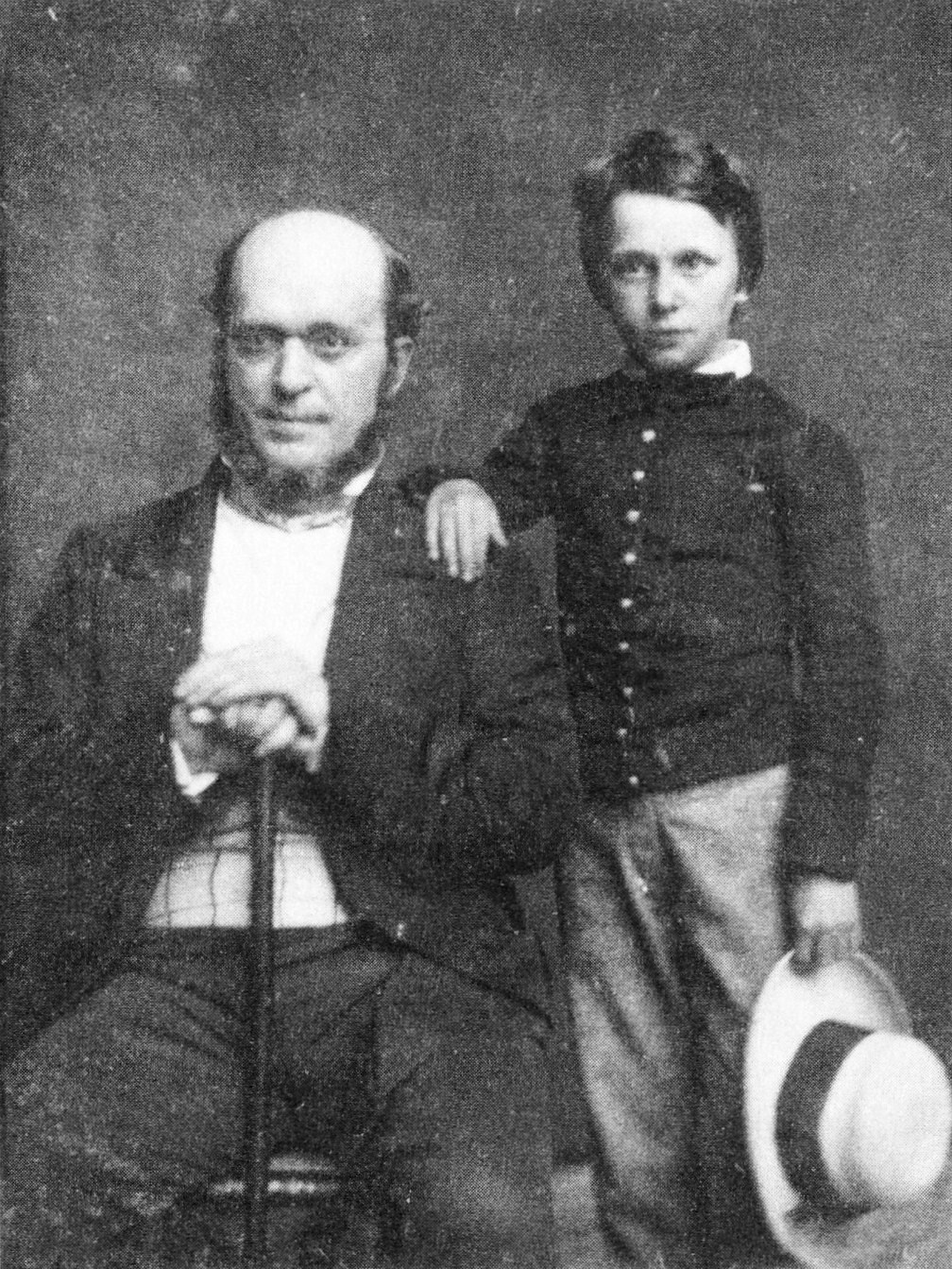
Henry James sr. en zijn zoon Henry James jr. in 1854

Henry James sr. (Albany, New York, 3 juni 1811 - 18 december 1882) was een Amerikaanse theoloog en intellectueel. Hij was de vader van de filosoof en psycholoog William James,van de schrijver Henry James jr. en van de dagboekschrijfster Alice James.

## Levensloop
Henry James sr. was een van de twaalf kinderen van William James (1771-1832), afkomstig uit Bailieborough, County Cavan, Ierland, die emigreerde naar de Verenigde Staten en er een behoorlijk fortuin verdiende in de immobiliën en het bankieren.
Op 13-jarige leeftijd verloor Henry een been, nadat hij een brand in een schuur probeerde te blussen. 
Hij studeerde theologie aan het Princeton Theological Seminary, maar werd geen predikant. Hij werd later swedenborgianist. Hij had veel intellectuele vrienden zoals Henry David Thoreau en Ralph Waldo Emerson die regelmatig over de vloer kwamen. 
James was getrouwd met Mary Robertson Walsh, met wie hij vijf kinderen kreeg. De oudste twee kinderen zijn William James en Henry James jr. Hij overleed een klein jaar nadat zijn vrouw in januari 1882 was overleden in Boston.

## Publicaties
- Moralism and Christianity; or Man's Experience and Destiny (1850), AMS Press reprint: ISBN 0-404-10084-8
- Lectures and Miscellanies (1852)
- The Church of Christ Not an Ecclesiasticism (1854) AMS Press 1983 reprint: ISBN 0-404-10082-1
- The Nature of Evil, Considered in a Letter to the Rev. Edward Beecher, D.D., Author of "The Conflict of Ages" (1855) AMS Press 1983 reprint ISBN 0-404-10086-4
- Christianity the Logic of Creation (1857) AMS Press 1983 reprint: ISBN 0-404-10080-5
- The Social Significance of Our Institutions (1861)
- Substance and Shadow; or Morality and Religion in Their Relation to Life (1863) AMS Press 1983 reprint: ISBN 0-404-10088-0
- The Secret of Swedenborg, Being an Elucidation of His Doctrine of the Divine Natural Humanity (1869) AMS Press 1983 reprint: ISBN 0-404-10087-2
- Society the Redeemed Form of Man, and the Earnest of God's Omnipotence in Human Nature, Affirmed in Letters to a Friend (1879)
- The Literary Remains of Henry James (1885), edited by his son, William James. Literature House 1970 reprint: ISBN 0-8398-0950-6